# Râul Terpeș
Râul Terpeș este un râu afluent al Someșului Cald. 